# 愛媛県立中山高等学校
愛媛県立中山高等学校（えひめけんりつなかやまこうとうがっこう）とは愛媛県伊予市中山町にあった高等学校。

## 概要
伊予市中山地区で唯一の高校であった。中山地区には大洲、内子、松山の高校に通う生徒もおり、近年は生徒数が減り続けていた。中山地区の住民が一体となって県に対して存続を要望したが、高校配置再編計画によって、2011年度は普通科・特用林産科ともに募集は行われず、2012年度末で廃校となった。愛媛県立高校本校で、改組や分校化を伴わずに廃止された学校は中山高校が初めて。なお、特用林産科は愛媛県立伊予農業高等学校へ統合される形で存続している。
跡地は2017年に学校法人河原学園が、敷地を所有する伊予市と2037年3月末までの無償貸借契約を締結し、中山キャンパス（2019年度開校）として利用している。

## 設置学科
- 普通科
- 特用林産科

## 交通機関
- JR四国予讃線伊予中山駅（無人駅）